# Список умерших в 1339 году

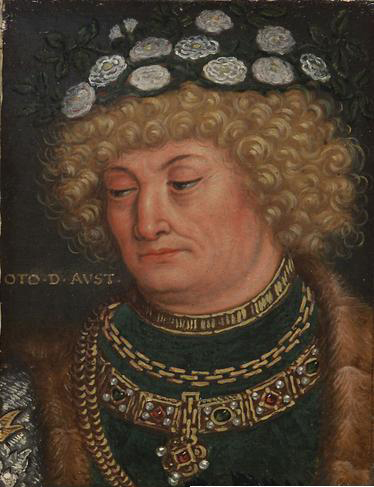
Оттон Весёлый

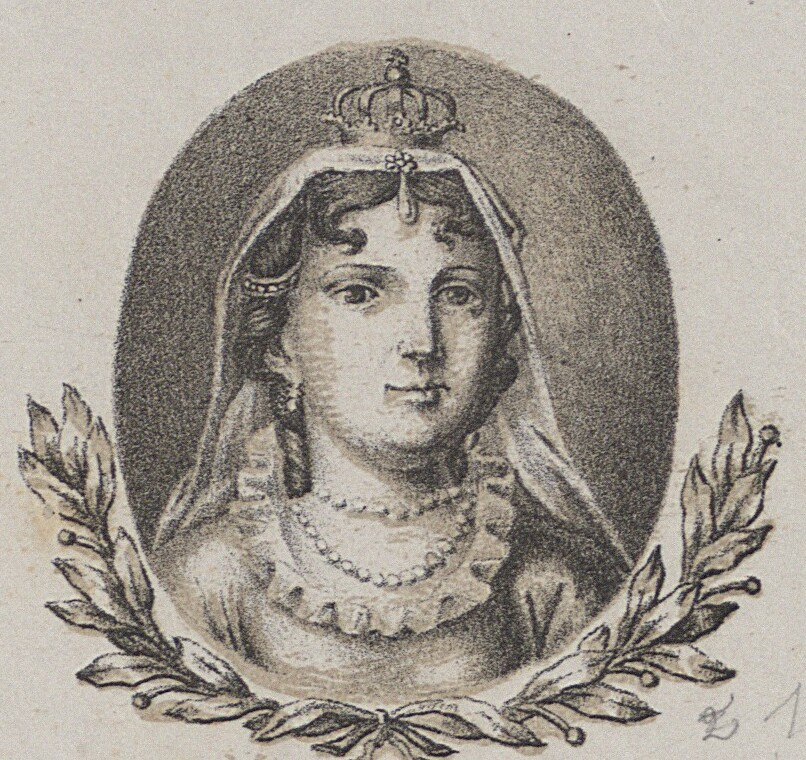
Альдона

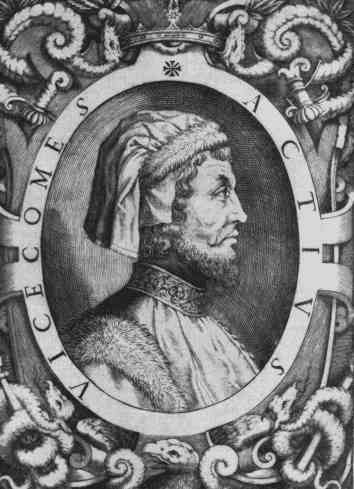
Аццоне Висконти

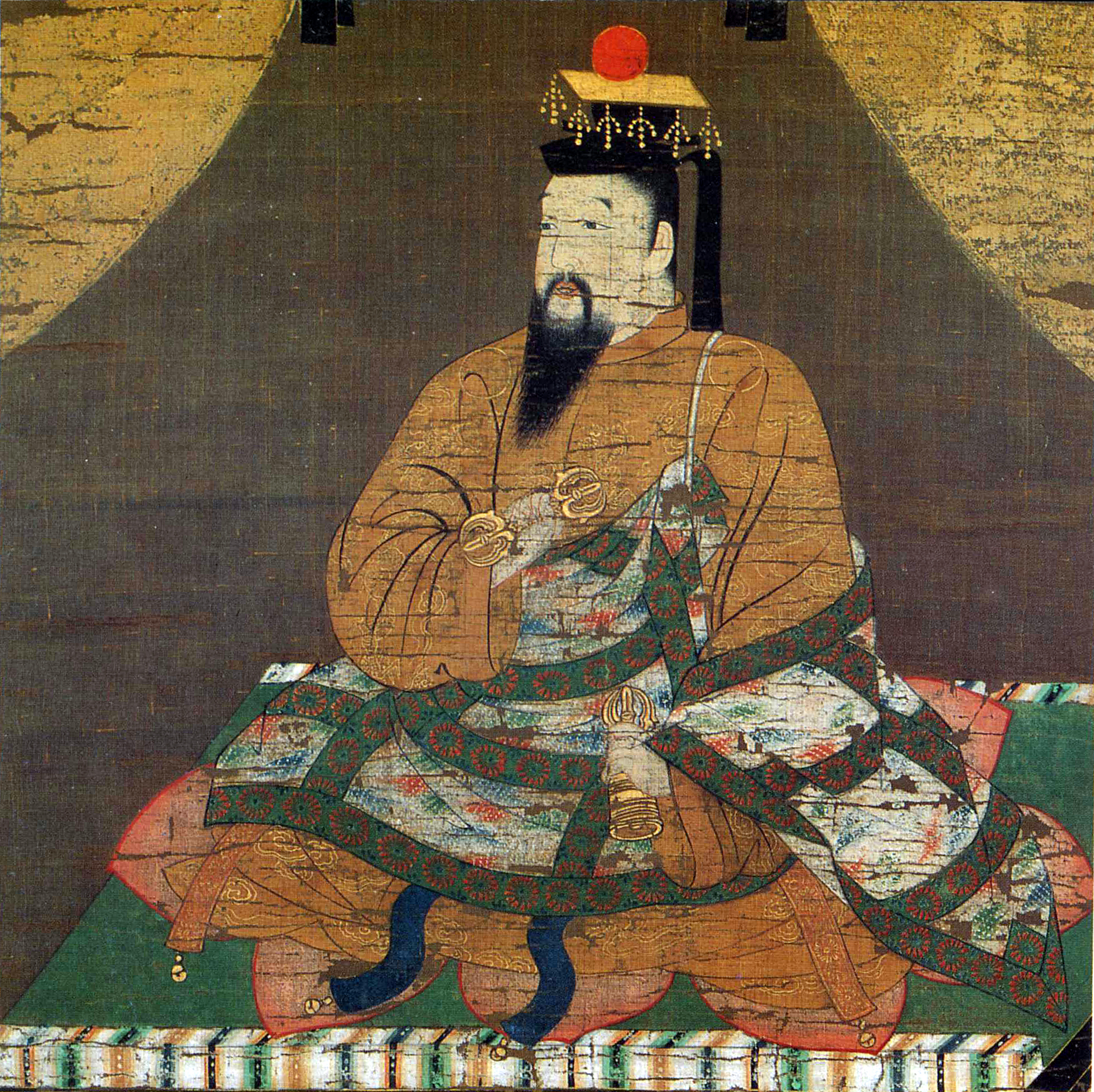
Император Го-Дайго

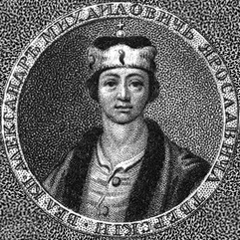
Александр Михайлович

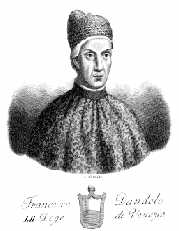
Франческо Дандоло

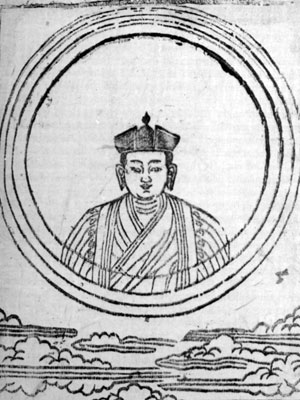
Рангджунг Дордже

В этой статье представлен список известных людей, умерших в 1339 году.
См. также: Категория:Умершие в 1339 году

## Январь
- 6 января — Вениямин II[англ.] — патриарх Коптской православной церкви (1327—1339)
- 19 января — Рамон де Мофор[фр.] — кардинал-священник de S. Stefano al Monte Celio (1338—1339)

## Февраль
- 2 февраля — Джон Хэллдорссон[англ.] — епископ Скаульхольта (1332—1339)
- 26 февраля — Оттон Весёлый (37) — герцог Австрии и герцог Штирии (1330—1339), герцог Каринтии (1335—1339)

## Апрель
- 23 апреля — Людольф фон Бюлов[нем.] — епископ Шверина (1331—1339)
- Ральф Дакр — первый барон Дакр (1321—1339).

## Май
- 3 мая — Чхунсук (44) — ван Корё (1313—1330, 1332—1339)
- 6 мая — Мария Бретонская — дочь герцога Бретани Жана II, графиня-консорт де Сент-Поль (1292—1317), жена графа Ги III де Шатильон-Сен-Поль
- 26 мая — Альдона — дочь великого князя литовского Гедимина, королева-консорт Польши (1333—1339), жена короля Казимира III

## Июнь
- 6 июня — Маргарита Савойская — дочь Амадея V Савойского, маркграфиня-консорт Монферрато (1296—1305), как жена маркграфа Джованни I Справедливого.

## Август
- 10 августа — Айкардо Антимьяни[итал.] — архиепископ Милана (1317—1339)
- 16 августа — Аццоне Висконти (36) — представитель дома Висконти, правитель Милана (1329—1339)
- 25 августа — Генри де Кобем — первый барон Кобем (1312/1313–1339), лорд хранитель пяти портов (1307, 1315—1320).
- 26 августа — Джованни да Карамола[итал.] — святой римско-католической церкви

## Сентябрь
- 1 сентября — Генрих XIV (33), герцог Нижней Баварии (1310—1339).
- 19 сентября — Император Го-Дайго (50) — император Японии (1318—1339).

## Октябрь
- 28 октября:
  - Александр Михайлович (38) — великий князь Тверской (1326—1327, 1338—1339), великий князь Владимирский (1326—1327), князь новгородский (1325—1327); убит в Орде вместе с сыном Фёдором;
  - Фёдор Александрович — сын князя Александра Михайловича Тверского, убитый вместе с ним в Орде.
- 31 октября — Франческо Дандоло — 52-й венецианский дож (1329—1339).

## Ноябрь
- 17 ноября — Жан Мандевилен[фр.] — епископ Невера (1333—1335), епископ Арраса (1334—1339), епископ Шалона (1339)

## Декабрь
- 8 декабря — Ричард де Вентворт[англ.] — лорд-хранитель Малой печати (1337—1338), лорд-канцлер (1338—1339), енпископ Лондона (1338—1339)
- 10 декабря — Ядвига Болеславовна — королева-консорт Польши (1320—1333), жена короля Владислава I Локетека.

## Дата неизвестна или требует уточнения
- Абд аль-Малик Абд аль-Вахид — сын маринидского султана Марокко Абуль-Хасана Али I, правитель Альхесираса, главнокомандующий маринидов в Аль-Андалус, погиб в бою с кастильцами.
- Аймар V, граф Валентинуа и Ди из рода де Пуатье.
- Андрей Мстиславич — князь Звенигородский, убит
- Антонио да Темпо — итальянский поэт и стиховед.
- Генрих III де Водемон, граф Водемона (с 1299).
- Гульельмо да Вариньяна[нем.] — итальянский философ
- Джоанна Висконти — последний юдекс Галлуры (1298—1339)
- Жан де Комменж[фр.] — граф Комменжа и виконт де Тюренн (1336—1339)
- Пётр Житавский — чешский историк.
- Рангджунг Дордже — третий Кармапа, значимая фигура в истории тибетского буддизма.
- Рожер д’Арманьяк[фр.] — епископ Лавора (1317—1338), епископ Лана (1336—1339).
- Роман Михайлович, удельный князь Белозерский (1314—1339).
- Тарабайя I[англ.] — король Сикайна (1327 – 1335/36); убит
- Шветаунгтет[англ.] — король Сикайна (1335/1336—1339), убит